# Grymma sagor med Billy & Mandy
Grymma sagor med Billy och Mandy (engelska: The Grim Adventures of Billy & Mandy) är en amerikansk animerad TV-serie skapad av Maxwell Atoms. Serien sänds på Cartoon Network. Serien handlar om Billy och Mandy som vunnit ett vad med Liemannen (Grym) och får därför uppleva de märkligaste äventyren någonsin. Serien parodierar en mängd filmer och TV-serier, däribland Jurassic Park, Härskarringen, Dragon Ball Z, Godzilla, Harry Potter, Powerpuffpinglorna och Alien. Serien har samband med släktprogrammet Evil Con Carne skapad av samma person.